# The Matrix Online
The Matrix Online (kurz: MxO) war ein Massively Multiplayer Online Role-Playing Game (MMORPG) aus dem Matrix-Filmuniversum, das von 2005 bis 2009 betrieben wurde. Das Spiel wurde von Monolith Productions entwickelt und gehörte damit zum Warner-Bros.-Konzern, der Monolith im Jahr 2004 übernommen hatte.

## Entstehung und Konzept
Im ersten Quartal 2005 wurde The Matrix Online veröffentlicht. Schon bei den Beta-Tests gab es einen extremen Ansturm auf das Spiel, das nach Abschluss der Filmtrilogie als letzter Beitrag zum großen Matrix-Universum galt. Innerhalb des Spiels war es wie bei allen MMORPGs für den Spieler möglich, seinen eigenen, individuellen Charakter zu erschaffen und mit ihm in die Welt von Megacity, die Welt von MxO, einzugreifen. So führte der Spieler zusammen mit tausenden anderen Online-Spielern die Geschichte der Matrix (die Handlung beginnt, wo Matrix Revolutions endet) weiter.
Es war möglich, innerhalb des Spiels Charaktere aus den Filmen, wie Morpheus oder das Orakel, zu treffen und seinem eigenen Charakter durch Perfektionierung seiner Fähigkeiten eine Schlüsselrolle im Krieg um die Herrschaft über die Matrix (zwischen den Menschen, den Maschinen, und den Programmen) zu erkämpfen.
Es gab auch große Ereignisse innerhalb der Matrix. Sie gab es in Form von außergeschichtlichen Ereignissen wie Partys (auch Tanzen ist möglich…), Fightclubs, Rennen oder anderen Wettbewerben sowie Treffen und innergeschichtlichen Großereignissen, die regelmäßig stattfanden.
Maximale Stufe war Level 50. Im Spiel gab es keine definierten Klassen, sondern einen Skillbaum, der mit Lernpunkten gefüllt wurde. Dabei konnte aus allen Archetypen kombiniert werden. Die Fertigkeiten konnten im Spiel fortlaufend geändert werden.
Aufgrund zu geringer Verkaufs- und Abonnentenzahlen wurde der Betrieb des Spieles Ende Juli 2009 eingestellt.

## Server
Während des Transfers des Spiels von Monolith Productions zu Sony Online Entertainment im August 2005 wurden die ursprünglichen 9 Server auf die Anzahl bis zur Abschaltung von 3 verringert.
- Syntax; ist ein nicht-hostile Server. Er besteht aus den Spielern der ehemaligen Linenoise, Proxy und Output Server.
- Recursion; ist ein nicht-hostile Server. Er besteht aus den Spielern der ehemaligen Method, Regression und Iterator Server.
- Vector; ist der einzige Hostile Server. Anders als die übrigen Server, auf welchen PvP optional aktiviert werden kann, sind die Spieler dieses Server permanent für PvP (Player vs. Player) geflaggt; beginnend mit Level 16. Vector besteht aus den Spielern der ehemaligen Enumerator, Heuristic und Input Server

## Technische Hintergründe
In Matrix Reloaded – Rückblicke, Einblicke, Ausblicke findet sich Material, das für Matrix Online aufgezeichnet wurde, aber im Spiel erst nach einigen Stationen erreicht werden kann.

## Rezeption
Metacritic aggregierte aus 33 Rezensionen eine durchschnittliche Wertung von 69 von Punkten.